# Clubul Sportiv Municipal București 2017-2018 (pallavolo femminile)
Questa voce raccoglie le informazioni riguardanti il Clubul Sportiv Municipal București nelle competizioni ufficiali della stagione 2017-2018.

## Organigramma societario
Area direttiva
- Presidente: Alexandru Grigoriu

Area tecnica
- Allenatore: Ferhat Akbaş
- Allenatore in seconda: Marius Macicasan
- Assistente allenatore: Daniele Alpi
- Scout man: Vlad Păușescu

## Rosa
| N° | Nome                 | Ruolo | Data di nascita  | Nazionalità sportiva |
| -- | -------------------- | ----- | ---------------- | -------------------- |
| 1  | Ioana Baciu          | S/O   | 4 gennaio 1990   | Romania              |
| 2  | Jovana Brakočević    | S/O   | 5 marzo 1988     | Serbia               |
| 3  | Kryscina Michajlenka | O     | 26 marzo 1992    | Bielorussia          |
| 4  | Iuna Zadorojnai      | S     | 8 gennaio 2001   | Romania              |
| 5  | Sofija Medić         | C     | 10 gennaio 1991  | Serbia               |
| 7  | Francesca Alupei     | C     | 3 gennaio 2003   | Romania              |
| 9  | Olivera Medić        | S     | 11 dicembre 1990 | Serbia               |
| 10 | Nicole Koolhaas      | C     | 31 gennaio 1991  | Paesi Bassi          |
| 11 | Andreea Ispas        | L     | 5 marzo 1990     | Romania              |
| 12 | Nikola Radosová      | S     | 3 maggio 1992    | Slovacchia           |
| 13 | Noemi Signorile      | P     | 15 febbraio 1990 | Italia               |
| 14 | Alexia Căruțașu      | S     | 10 giugno 2003   | Romania              |
| 15 | Tat'jana Markevič    | S     | 25 marzo 1988    | Bielorussia          |
| 17 | Naoko Hashimoto      | P     | 11 luglio 1984   | Giappone             |
| 18 | Suzana Ćebić         | L     | 9 novembre 1984  | Serbia               |
| 19 | Iryna Truškina       | C     | 3 dicembre 1986  | Ucraina              |
| 20 | Alexandra Spînoche   | P     | 4 gennaio 2003   | Romania              |